# April (nome)
April  è un nome proprio di persona inglese femminile.

## Varianti
- Femminili: Avril (raro)[3]

### Varianti in altre lingue
- Francese: Avril (raro)[4][3]
- Spagnolo: Abril[5]

## Origine e diffusione
Deriva dal nome del mese di aprile, a sua volta probabilmente dal latino aperire, "aprire", riferito allo sbocciare dei fiori. Secondo altre interpretazioni il nome del mese proviene invece da Apru, trasposizione etrusca di Afrodite, dea greca dell'amore.
L'uso come nome proprio risale agli anni 1940. Non è raro, in inglese, l'uso del nome dei mesi come nome proprio, come avviene anche per May e June.

## Onomastico
Il nome è adespota, cioè non è portato da alcuna santa, quindi l'onomastico ricade il 1º novembre ad Ognissanti.

## Persone
- April Clough, attrice statunitense
- April Flowers, pornoattrice statunitense
- April L. Hernandez, attrice statunitense
- April Jeanette, wrestler statunitense
- April March, cantante statunitense
- April Matson, attrice e cantante statunitense
- April Pearson, attrice inglese
- April Ross, giocatrice di beach volley statunitense
- April Winchell, attrice e doppiatrice statunitense

### Variante Avril

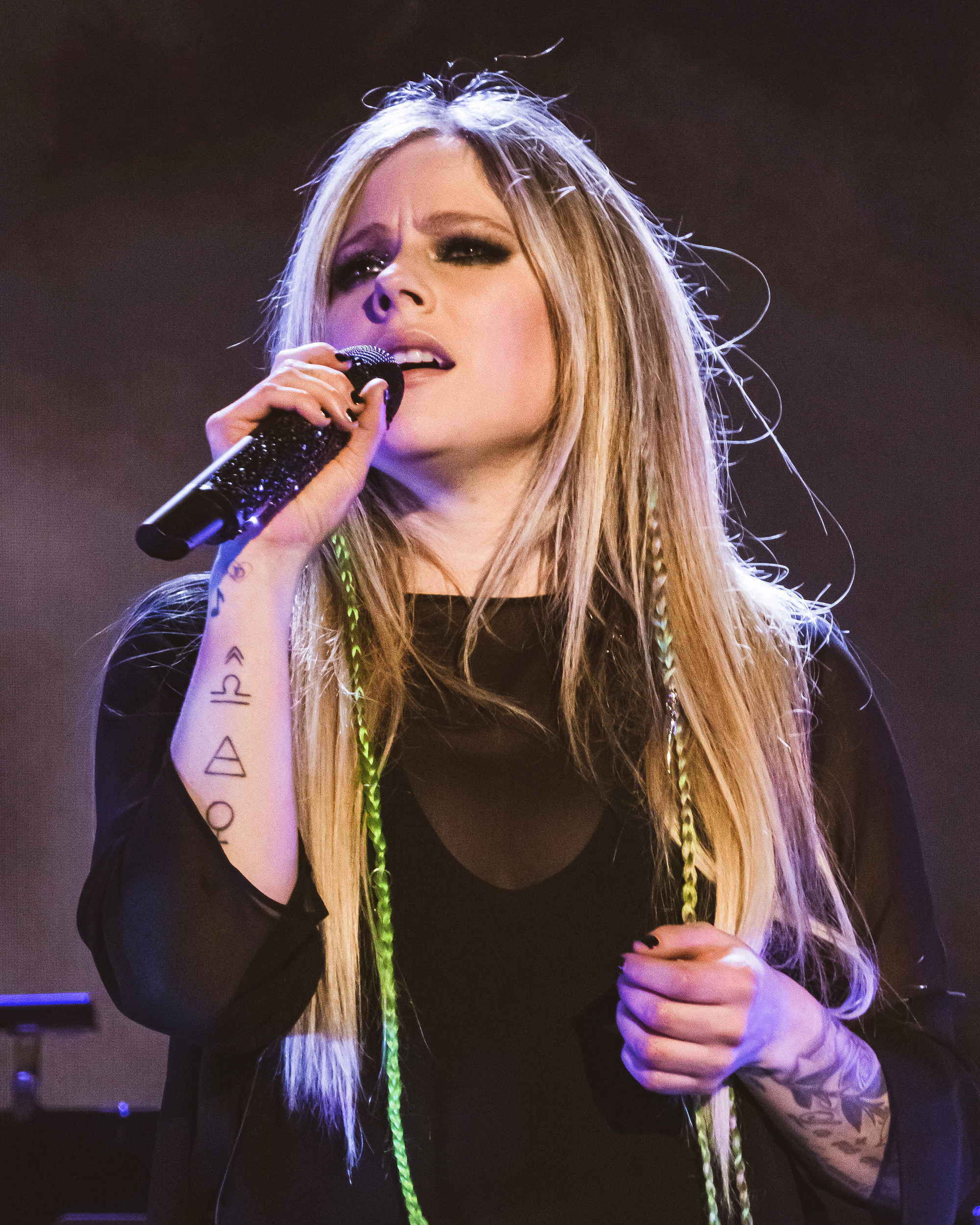
Avril Lavigne

- Avril Haines, politica e funzionaria statunitense
- Avril Lavigne, cantautrice canadese

## Il nome nelle arti
- April è un personaggio del film del 2013 Palo Alto.
- April è il nome inglese di Emy, personaggio della banda Disney.
- April Burns è un personaggio del film del 2003 Schegge di April, diretto da Peter Hedges.
- April Curtis è un personaggio della serie televisiva Supercar.
- April Devereux è un personaggio del romanzo di Eoin Colfer Alf Moon detective privato.
- April Kepner è un personaggio della serie televisiva Grey's Anatomy.
- April Nardini è un personaggio della serie televisiva Una mamma per amica.
- April O'Neil è un personaggio della serie animata Tartarughe Ninja.